# Diospage
Diospage is een geslacht van vlinders van de familie spinneruilen (Erebidae), uit de onderfamilie Arctiinae.

## Soorten
- D. carilla Schaus, 1910
- D. cleasa Druce, 1883
- D. chrysobasis Hampson, 1901
- D. engelkei Rothschild, 1909
- D. rhebus Cramer, 1770
- D. semimarginata Rothschild, 1909
- D. splendens Druce, 1895
- D. steinbachi Rothschild, 1909
- D. violitincta Rothschild, 1909